# Марко Вачков
Марко Колев Вачков е български кооперативен деец. Основател на модерното пчеларство в България. Председател на Македонското дружество в Сухиндол и на сухиндолското читалище. Книжовник, учител, публицист, преводач.

## Биография
Марко Вачков е роден на 11 октомври 1864 или 1866 година в Сухиндол. Първоначално учи в родното си място, а после втори клас в Априловската гимназия в Габрово (1882). Завършва педагогически курс в Свищов (1882) и земеделски курс за учители в средното земеделско училище в  „Образцов чифлик“ край Русе (1896).
Участва в Сръбско-българската война (1885) като доброволец. Награден е със сребърен орден „За военна заслуга“.
Учителства две години в село Върбовка, Русенско, и повече от четвърт век в Сухиндол.
Инициатор е за основаването на Българското пчеларско дружество (1899) и на Българския пчеларски съюз (1911), участва в учредяването на Всеславянския пчеларски съюз (1910). Инициатор е за образуването на първата пчеларска кооперация в България –  „Нектар“ в София, с район на действие в цялата страна, и неин подпредседател (1915 – 1920). През 1900 година започва „Пчеларска библиотека“. Започва да издава списание „Пчела“, на което е главен редактор (1902 – 1927). Участва в международни изложби по пчеларство в САЩ, Русия, Белгия (1904 – 1905).
Основава лозаро-винарската кооперация „Гъмза“ в Сухиндол (1909), една от първите в България, на която 20 години е председател и други 5 години – директор. Член-основател на Съюза на българските лозаро-винари (1920) и Съюза на лозаро-винарските кооперации (1928).
Основател е на Сухиндолската популярна банка (1919), на която е директор 10 години и е член на Управителния съвет. Подпредседател на УС на Съюза на популярните банки в София (1919 – 1935). 
Основател на кооперативната централа „Напредък“ (1919), член на Управителния съвет на Върховния кооперативен съюз (1927 – 1928).
Председател на Македонското дружество в Сухиндол и на сухиндолското читалище.
Автор и преводач на множество популярни книги, отпечатвани по правило с негови собствени средства и разпространявани масово сред населението. Редактор на вестници в Сухиндол.
Умира на 25 май 1936 година в Сухиндол.

## Книги
Негови книги са:
- „За лозарството и филоксерата в Сухиндол“ (1899),
- „Разсадник на американски лози“ (1903),
- „Отглеждане на пчелите в старите неразборни кошери“ (1905),
- „Пчеларска библиотека“ (1905),
- „Ново пчеларство“ (1912, преведена на турски език),
- „Сухиндол и кооперацията му“ (1915).

Превежда:
- „Ползата от пчелите“ от Т. Цеселски,
- „Медът като лекарство, храна и продукт за домашно употребление“ от А. Дубини,
- „Животът на Франсоа Хубер“ от А. П. дьо Кандол,
- „Пчела, нейната естествена история“ от Т. В. Кован,
- „Кошерът Дадан-Блат“ от Ед. Бертран,
- „Болести и неприятели на пчелите“ от Ж. дьо Лаянс,
- „Селско-стопански кооперации в чужбина“,
- „Кооперативна христоматия“ от В. Ф. Тотомиянц и др.